# Гаевский, Вацлав

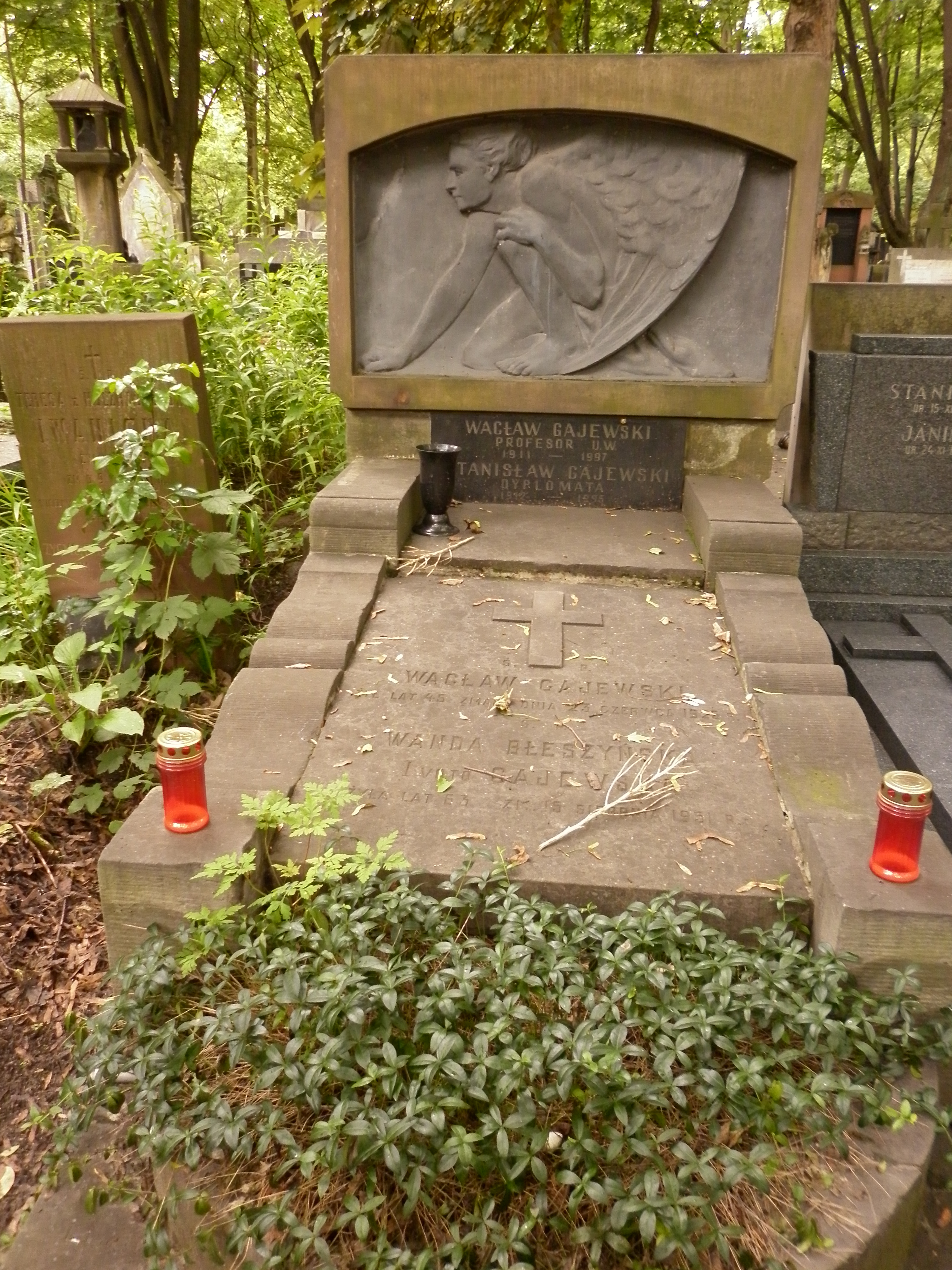
Могила Вацлава Гаевского, кладбище Старые Повонзки, Варшава

Вацлав Гаевский (пол. Wacław Gajewski; 28 февраля 1911, Краков, Польша — 12 декабря 1997, Варшава, Польша) — польский ботаник и генетик, член Польской Академии наук (1952—97).

## Биография
Родился 28 февраля 1911 года в Кракове. Вскоре переехал в Варшаву и посвятил этому городу всю оставшуюся жизнь. В 1922 году поступил в Варшавский университет и учился там блестяще. В 1926 году, за год до окончания университета, администрация решила определить его в ботанический сад, где он проработал до 1939 года. С 1945 по 1950 год занимал должность профессора ботаники, а с 1950 года по 1990-е годы занимал должность профессора генетики родного университета. Одновременно с этим с 1956 года возглавлял отделение общей генетики Польской АН.
Скончался 12 декабря 1997 года в Варшаве. Похоронен на кладбище «Старые Повонзки».

## Научные работы
Основные научные работы посвящены цитогенетике высших растений, систематике и географии растений.
- 1937 — Изучал флору Подолии.
- Изучал эволюцию растений на основании генетического и цитологического анализов.
- Исследовал структуру гена и процессы мутагенеза.

## Членство в обществах
- 1947—1997 — член и председатель (1966—1974), (1983—1986) Польского генетического общества[1].
- 1956—1997 — член Польского ботанического общества.